# Bramfield, South Australia
Bramfield är en ort i Australien. Den ligger i kommunen Elliston och delstaten South Australia, omkring 360 kilometer nordväst om delstatshuvudstaden Adelaide. Orten hade 21 invånare år 2016. Närmaste större samhälle är Elliston, omkring 12 kilometer väster om Bramfield.